# Пуэрто-Сан-Хулиан
Пуэрто-Сан-Хулиан (исп. Puerto San Julián) — город и муниципалитет в департаменте Магальянес провинции Санта-Крус (Аргентина) на берегу бухты Святого Юлиана, административный центр департамента.

## История
31 марта 1520 года здесь остановились на зимовку корабли кругосветной экспедиции Фернана Магеллана. Так как у католиков это — день святого Хулиана Цезарейского, то бухта была названа в честь этого святого. 1 апреля здесь отслужили первую в истории Аргентины мессу. Часть кораблей взбунтовалась, но бунт был подавлен, а некоторых бунтовщиков Магеллан высадил здесь на берег. Здесь же экспедиция Магеллана вступила в первый контакт с местными жителями, которых хронист экспедиции Антонио Пигафетта описал как «гигантов».
В 1577 году эти места посетил английский пират Фрэнсис Дрейк.
В 1780 году в 10 км к северо-западу от центра современного города была основана испанская колония Флоридабланка, однако вскоре она была оставлена.
Современный город был основан в 1901 году.